# Клан Монкріф

Еммблема (хрест) клану Монкріф.

Герб вождів клану Монкріф.

Клан Монкріф — (шотл. — Clan Moncreiffe) — один з шотландських кланів.

## Історія клану Монкріф

### Походження
Назва клану Монкріф походить від назви феодального володіння в графстві Пертшир. Землі Монкріф отримали свою назву від гельських слів Монад Кройве (гельск. — Monadh Croibhe) — «Пагорб Священного Дерева». Символом клану здавна був дуб — священне дерево для кельтів. Пагорби на південний схід від Перту були у давні часи оплотом королів піктів — королів королівства Альба (згідно ірландських джерел). Цей факт поєднує клан Монкріф з кланами Атолл та Данбар — ці клани вважають себе спорідненими з давніми королями піктів.
Герольд Олбані та вождь клану Ян Монкріф (1919—1985) стверджували, що герб з червоним королівським левом на срібному щиті були символами роду Малдред (гельск. — Maldred), регентів Камбрії та брата шотландського короля Дункана I. Таким чином клан стверджував, що він споріднений з давніми верховними королями Ірландії — зокрема, з королем Нілом (Ніаллом) Дев'яти Заручників та його нащадками.
У 1248 Мет'ю Монкріф отримав грамоту від короля Шотландії Олександра II на володіння землями в графстві Пертшир. Сер Джон Монкріф і Вільям де Монкріф були серед шотландських дворян, які обіцяли вірність королю Англії Едуарду I.

### XV—XVI століття— війни кланів
Малкольм Монкріф — VI лайрд Монкріф був членом королівської ради Шотландії при королі Джеймсі II та отримав від нього грамоту на володіння землями в баронстві Монкріф. Він помер приблизно в 1465 році, і йому успадковував його син — VII лайрд Монкріф — він був камергером та щитоносцем короля Шотландії Джеймса III. VII лайрд одружився з Беатрікс — дочкою Джеймса Дандаса, але був убитий у 1475 році фламандськими піратами.
Три основні гілки клану пішли від з VIII лайрда Монкріф, що помер у 1496 році. Крім головної лінії клану Монкріф утворилися гілки баронів Монкріф Туллібоул, Монкріф Кінмонт, Скот Монкріф.
У XVI столітті одна з гілок клану Монкріф стала на службу королю Франції як гвардійці-лучники і стали засновниками кількох французьких шляхетних сімей. Одна з них — маркізи де Монкріф. Один з маркізів де Монкріф закінчив життя на гільйотині під час Великої Французької революції.
У 1513 році сер Джон Монкріф — ІХ лейрд Монкріф був убитий в битві при Флодден, як і його двоюрідний брат — Джон — барон Істер Монкріф. Його сином був Вільям Монкріф — Х лейрд — він підтримав Дугласа — графа Ангуса, і в 1532 році він був оштрафований за відмову взяти участь в суді, що засудив Джанет Дуглас — леді Гламіс, що була визнана відьмою і спалена на вогнищі. Вільям Монкріф пізніше потрапив в полон під час битви під Слвей Мокк (гельск. — Solway Мосс) у 1542 році і був ув'язнений в Тауері в Лондоні. Коли він був звільнений, він очолив протестантський рух у Шотландії і був одним з баронів, які підключилися до Генеральної Асамблеї Церкви Шотландії в 1567 році.
У 1544 році клан Монкріф підтримав клан Рутвен під час війни кланів проти клану Чартеріс. Клан Рутвен отримав значну владу над містом Перт і навколишніми землями та утвердився в замку Хангтінтауер (Huntingtower Castle). У 1544 році Патрік — лорд Рутвен був обраний проректором Перта але внаслідок втручання кардинала Бітона, Рутвен був позбавлений цієї посади і замість нього був призначений Чартеріс Кінфаунс. Місто Перт відмовився визнати Чартеріс і замкнуло перед ним ворота. Чартеріс разом з лордом Грей і кланом Леслі потім напали місто, але вони були відбиті кланом Рутвен за допомогою клану Монкріф. У результаті клан Рутвен панував у місті Перт до 1584 року, коли Вільям Рутвен — граф Говрі (шотл. — Gowrie) був страчений.

### XVII століття— громадянська війна на Британських островах
Сер Джон Монкріф — ХІІ лейрд і вождь клану Монкріф отримав титул баронета Нової Шотландії в квітні 1626 року. Але Джон Монкріф не зміг підтримати короля і підписав Національний пакт в 1638 році. Його син, теж Джон особисто очолив військову компанію шотландців гвардії на підтримку англійського короля Карла II в 1674 році. Це стало причиною боргів і фінансових проблем Джона і в 1667 році був укладений статут, що забезпечував угоду, в результаті якої титул барона Монкріф був проданий Томасу Монкріфу — прямому нащадку VIII лейрда Монкріф. Але титул баронета Монкріф лишився у Джона.
У 1685 році був створений ще один титул баронета Монкріф і тепер Томас — XIV лейрд Монкріф сам став баронетом — цей титул йому надав король Джеймс VII. Томас пізніше став секретарем казначейства в Шотландії і Бейлі і отримав королівські привілеї Сент- Ендрюс. Він збудував нову резиденцію для вождів клану Монкріф.

## Вождь клану Монкріф та його резиденції
Нова резиденція вождів клану Монкріф була побудована сером Вільямом Брюсом в 1679 році. Це було велике заміське помістя — воно було знищено пожежею у листопаді 1957 року. Останнім хто там жив був сера Девід Монкріф Ілк — Х баронет і III лейрд Монкріф. Загибель Девіда призвела до того, що вождем клану Монкріф став герольд Шотландії історик Ян Монкріф — ХІ баронет Монкріф.
Сестра сера Девіда — міс Елізабет Монкріф була його спадкоємницею, але вона заявила, що хоче щоб титул успадкував її двоюрідний брат — сер Ян Монкріф, барон Істер Монкріф. Елізабет зберегла феодальне баронство Монкріф. Вона побудована сучасний заміський будинок на місці старої резиденції, що має частини взяті з попелища згорілого будинку. Сер Ян помер в 1985 році і верховенство в клані повернулися до міс Елізабет Монкріф. Після її смерті титул вождя клану перейде до солодшого сина сера Яна — Гона. Перегрін Монкріф — Істер Монкріф — його старший брат успадкував ім'я, титул і зброю клану Гей і відомий як граф Еррол.